# Hitomi Nabatame
Hitomi Nabatame (生天目 仁美 Nabatame Hitomi?) es una seiyū y cantante que nació el 4 de agosto de 1976 en Yokohama, Japón. Está afiliada a Ken Production. Hitomi Nabatame y su compañera seiyū Shizuka Itō formaron una unidad llamada "Hitomi Nabatame y Shizuka Itō". Juntas, son conocidas por su nombre cariñoso Hitoshizuku (ひとしずく?), que en japonés significa "Una sola gota".

## Roles interpretados
El orden de esta lista es personaje, serie
- Kei Kishimoto, Gantz
- Kanade Jinguuji, Gokujo Seitokai
- Kanade Sakurai, Candy Boy (ONA)
- Eriko Torī, Maria-sama ga Miteru
- Yumiko Nakagawa, Futari wa Pretty Cure
- Arcueid Brunestud, Tsukihime
- Yuuna Miyama, Maburaho
- Nobue Itō, Ichigo Mashimaro
- Nanao Ise, Bleach
- Mono, Shadow of the Colossus
- Mikoto Suou, School Rumble
- Hanazono Shizuma, Strawberry Panic
- Margery Daw, Shakugan no Shana
- Nina Yamada, Mamotte Lollipop
- Lucia, Venus versus Virus
- Akira Toudou, Special A
- Ruko Ayase, Nogizaka Haruka no Himitsu
- Aoi Sena, Chaos;Head
- Kan'u Unchou, Ikkitousen
- Nelli, Tegami Bashi Letter Bee
- Sayaka, Natsu no Arashi
- May, Hikari To Mizu no Daphne
- Ryokan, To Aru Kagaku no Railgun
- Anehara Misa, Yoku Wakaru Gendai
- Miki Onimaru, Muteki Kanban Musume (Ramen Fighter Miki)
- Kyouko-sensei, Nisekoi
- Shizuka, Queens Blade & Queens Blade Gyokuza
- Yukiji Katsura, Hayate Combat Butler
- Elendouce, Shinkyoku Soukai S Polyphonica Crimson
- Orizuka Momoko, "Kenkō Zenrakei Suieibu Umishō"
- Bazett, Fate Unlimited Codes ( PS2,PSP )
- Uzume, Sekirei
- Ryoko Yakushiji, Yakushiji Ryoko no Kaiki Jiken(Ryoko Cases Files)
- Yukime, Ookami-san to Shichinin no Nakama-Tachi
- Cindy Campbell, Shinryaku! Ika Musume
- Saori Bajina/Saori Makishima, Ore No Imouto ga Konna ni Kawai Wake ga Nai
- Judith Snorrevik, Astarotte No Omocha!
- Min-san, Kamisama No Memo Chou
- Reynalle, High School DxD
- Cryska Barchenowa, Muv Luv Alternative Total Eclipse
- Shibata Katsuie, Oda Nobuna no Yabou
- Erika Itsumi, Girls Und Panzer
- Mana Aida/Cure Heart, Doki Doki! PreCure
- Akane, Walkure Romanze (Anime)
- Mayoi Katase, Acchi Kocchi
- Kasumi Shinna, Black Bullet
- Raffia , Aldnoah Zero
- Kanu Unchou , Ikkitousen Extravaganza Epoch
- Nyau, Akame ga Kill!
- Yagi, Sakamoto desu ga?
- Rokumon, Kyokai no Rinne
- Kar Shekar , Taboo Tatoo
- Liru , Renkin San-kyuu Magical? Pokaan
- Yukime , Lostorage incited WIXOSS
- Kosaka Akane , Saekano Season 2
- Isaak , Dies Irae
- Daline & Ailyth The Shackled , Valkyrie Anatomia